# Paula Roth

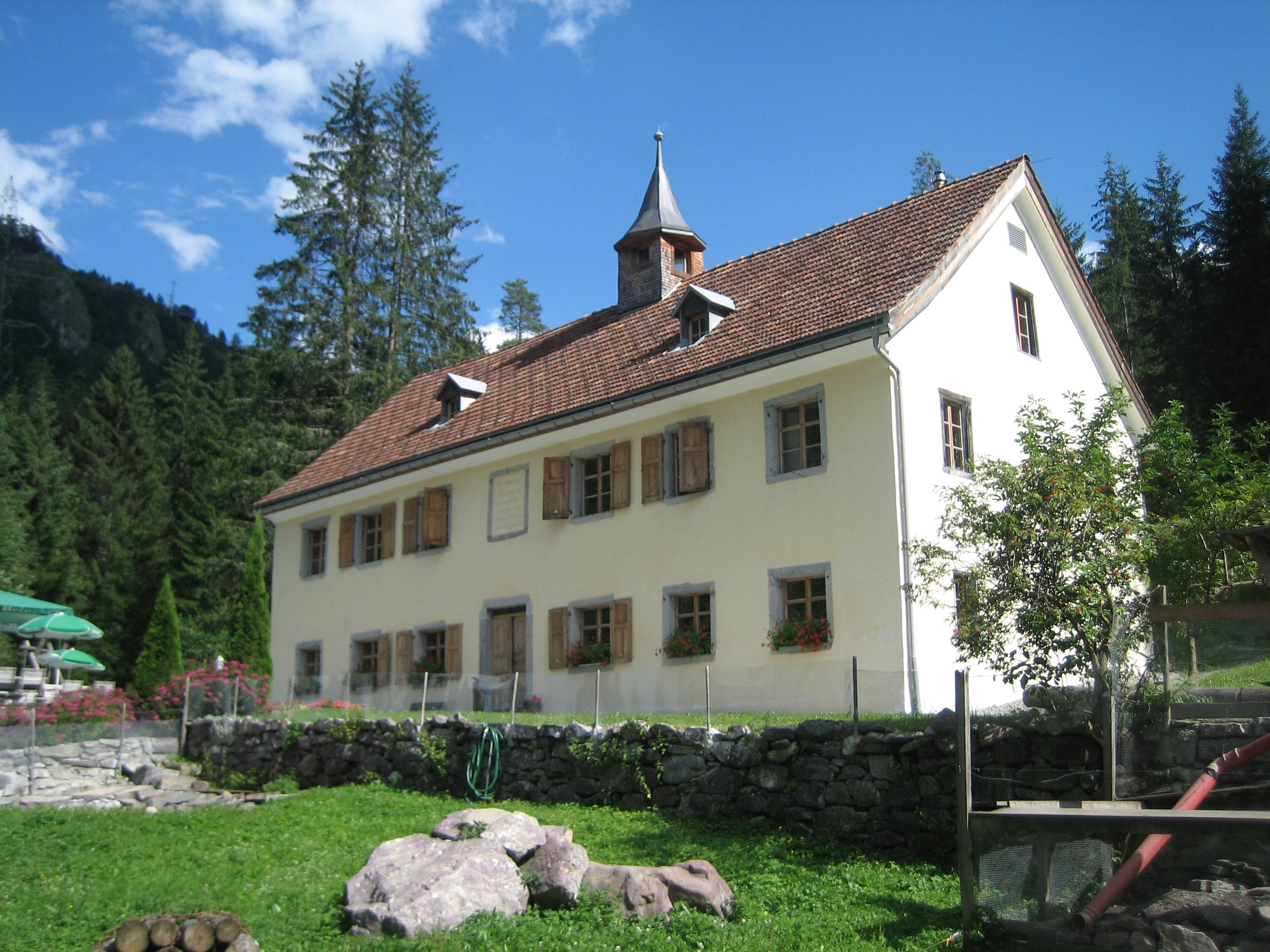
Das ehemalige Knappenhaus in Bellaluna

Paula Roth (* 12. Juli 1918 als Pauline Roth in Güttingen; † 18. April 1988 in Filisur in der Schweiz) wuchs am Bodensee im Kanton Thurgau auf. Sie war nach verschiedenen anderen Wirtschaften von 1965 bis zu ihrer Ermordung im Frühjahr 1988 Besitzerin und Wirtin des Gasthauses Bellaluna im Albulatal im Kanton Graubünden.
Zudem machte sie sich als Geschichtenerzählerin, Heilerin und Künstlerin einen Namen, die malte, schrieb und Objekte fertigte. 1988 machten sich drei Männer die einsame Lage der Bellaluna zunutze und brachen in das Gasthaus ein. Als die Wirtin einen der Diebe stellte, wurde sie mit mehreren Messerstichen tödlich verletzt. Der Mörder und seine Komplizen wurden gefasst und zu langjährigen Haftstrafen verurteilt.
Im Jahr 1998 wurden Werke von Paula Roth in der Ausstellung Vier Frauen – Vier Welten im Open art museum gezeigt. Ihr Leben wurde 2009 von Kuno Bont unter dem Titel Die schillernde Wirtin – Bal a l’üna, Leben und Tod der Aussenseiterin Paula Roth verfilmt.